# Никола Мутафчиев (офицер)
Никола Радославов Мутафчиев е български офицер, майор, а по-късно организатор на въоръжени групи, действащи срещу тоталитарния комунистически режим в страната.

## Биография
Никола Мутафчиев е роден в Малко Търново на 22 декември 1905 година. Завършва гимназия в Стара Загора и Военното на Негово Величество училище в София през 1929 година и на 6 септември е произведен в чин подпоручик. Зачислен е на служба в 4-ти конен полк, след което от 1932 г. е на служба в 5-и конен полк. През 1933 г. е произведен в чин поручик, през 1935 г. е назначен за служба в 9-и конен полк и същата година е прехвърлен на служба в 1-ви конен полк
На 16 юни 1937 г. е произведен в чин капитан и от 1938 г. поема командването на ескадрон от 6-и конен полк, а през 1940 г. е назначен за командир на рота от 2-ри преносим полк През 1941 служи последователно в 1-ва бърза дивизия и 29-и пехотен ямболски полк.
През 1943 г. капитан Мутафчиев е на служба в 1-ви конен полк, който първоначално е разположен в Щип, а по-късно през същата година е преместен в Скопие, през 1944 г. е назначен за адютант на разположения също в Скопие 51-ви пехотен вардарски полк, същата година е назначен за адютант на 1-ви конен полк и на 14 септември 1944 произведен в чин майор.
След началото на войната срещу Германия до 20 септември 1944 година командва 1-ви конен полк и ръководи неговото отстъпление под заплахата от обкръжение при Куманово, а по време на последвалото настъпление е ранен при Враня. От 20 септември 1944 г., когато предава полка на новия командир до 4 януари 1945 г. е на титулярната си длъжност като адютант на 1-ви конен полк, като в периода 15 – 28 ноември по заповед на Щаба на войската заедно с една сборна команда заминава на фронта за усилване на частите на конната дивизия.
След края на първата фаза от войната срещу Германия Мутафчиев е върнат в София, а на 26 януари 1945 година е арестуван, заедно с група други офицери, и е осъден от т.нар. Народен съд на 5 години затвор. Изпратен във Врачанския затвор, той успява да избяга и да се прехвърли в Гърция. В бежанския лагер в Лаврион основава организацията Български противоболшевишки легион на народното спасение, заедно с полковник Иван Гологанов, а след като Гологанов напуска Гърция няколко години по-късно, става неин ръководител.
Легионът за народно спасение поддържа връзки с Българския национален фронт, както и с гръцкото и американското разузнаване. През септември 1949 година Мутафчиев се прехвърля в България, начело на седемчленна чета. През следващите няколко години той организира или лично ръководи подобни групи, които многократно преминават границата, като по данни на Държавна сигурност в тях се включват около 100 политически емигранти. Тяхна цел е създаването на мрежа от съмишленици в Южна България, които да участват и подпомагат въоръжената съпротива срещу комунистическия режим – основани са около 80 такива местни групи, в които участват над 800 души. Тази дейност е прекратена към края на 1953 година, но Мутафчиев остава активен сред емиграцията и продължава да бъде следен от Държавна сигурност.

## Семейство
Майор Никола Мутафчиев е женен и има едно дете.

## Военни звания
- Подпоручик (6 септември 1929)
- Поручик (1933)
- Капитан (16 юни 1937)
- Майор (14 септември 1944)